# Mouvement des Bogomoltsy
Le mouvement des Bogomoltsy (en serbo-croate : Богомољачки покрет / Bogomoljacki Pokret, littéralement « ceux qui prient Dieu ») était une association volontaire de croyants de l'Église orthodoxe serbe constituant un mouvement évangélique dans l'ancien Royaume de Yougoslavie. Ne pas confondre avec l'ancienne secte des Bogomiles (cathares).

## Débuts
Le Mouvement des Bogomoltsy fut fondé en 1920, en réaction à une perte de la foi dans certaines couches de la population , comme réponse au prosélytisme des Adventistes du septième jour, à la diffusion du communisme, de l'athéisme et du matérialisme, aux tendances hégémoniques du Catholicisme (en particulier à la suite du projet de concordat en Yougoslavie), et faire face aux dangers du spiritisme et de la diffusion des doctrines de théosophie. Les racines du Mouvement plongent dans les groupes informels orthodoxes qui ont été créés en Voïvodine, dans le milieu de XIXe siècle, puis se sont répandus dans les années 1870, dans le sud de la Serbie et en Macédoine, ainsi que chez les soldats serbes de la Première guerre mondiale. Ces groupes étaient constitués de jeunes qui se rendaient régulièrement aux offices orthodoxes et organisaient des pèlerinages notamment au monastère de Voïlovitsa près de Pantchevo. Le mouvement s'est étendu, lorsque, à la fin de la guerre, une poignée de laïcs enthousiastes , encore vêtus de costumes paysans traditionnels, prêchaient au sein des couches populaires. L'objectif était une renaissance spirituelle et morale du peuple des villes et des campagnes ainsi que d'assurer l'évangélisation des non-orthodoxes.

## Rôle de Saint Nicolas Velimirovitch
Par crainte que le mouvement ne soit influencé par les enseignements protestants et ne devienne une secte, l'Église confia à l'évêque Nicolas Velimirovitch d'assurer l'aumônerie de ce mouvement . Toutefois, la hiérarchie de l'Église n'était pas très satisfaite des efforts de Mgr Nicolas de transformer les Bogomoltsy en mouvement de masse.
Le mouvement a été le plus actif dans les années 1920. Souvent il se réunissait au monastère de Zica, dont Mgr Nicolas était l'évêque. En 1938 la participation atteignit plus de 100 000 personnes venus de tous les coins du pays. une autre innovation étaient les cantiques en langue populaire chantés par l'ensemble des fidèles après la liturgie. Mgr Nicolas a prononcé à cette occasion certains de ses sermons restés célèbres .Beaucoup de gens faisaient de longs trajets à pied pour recevoir la bénédiction du saint évêque. Les Bogomoltsy avaient beaucoup de succès parmi le peuple , mais ce n'était pas au goût de tout le monde. Mgr Nicolas disait à ses détracteurs : "Ne les chassez pas. Ne leur jetez pas de pierres, vous risquez d' atteindre Jésus-Christ" .Au début de la Seconde guerre mondiale, le Mouvement des Bogomoltsy comptait 400 communautés avec plusieurs centaines de milliers de membres.

## Critiques et controverses

### Accusations d'anticléricalisme
La clergé de l'Église orthodoxe Serbe avait une attitude très réservée vis-à-vis de ce mouvement. La foi des Bogomoltsy était pourtant sincère et fondamentalement orthodoxe, ils célébraient la "Slava" (fête patronale de l'église domestique chez les serbes), mais ils avaient certaines pratiques non habituelles au sein de l' Église, dans ces temps là, comme, par exemple, le fait de lire ensemble la Bible. Le clergé craignait de perdre le contrôle de ses ouailles, redoutant qu' elles tombent sous l'influence de prédicateurs non orthodoxes (comme les groupements baptistes , qui à l'époque se développaient chez la population magyare .) ou se laissent naïvement manipuler par des lectures ou des idéologies ouvertement malhonnêtes.

### Accusations d'antisémitisme
Après la révolution d'Octobre, les théories de certains émigrés pour expliquer la victoire du communisme en Russie connurent un certain succès en Occident , notamment la théorie du complot judéo-maçonnique. . Dans ce contexte le fameux pseudo-"Protocole des sages de Sion " et les articles ouvertement malhonnêtes de Henry Ford. furent largement diffusés en Yougoslavie, y compris dans les milieux populaires les plus faciles à manipuler . C'est ce qui peut expliquer que certains membres issus du mouvement des Bogomoltsy aient adhéré à des organisations professant des idéologies racistes et antisémites , ce qui les a amené après la deuxième guerre mondiale devant les tribunaux et a fortement discrédité l'ensemble du mouvement. À noter que pendant la deuxième guerre mondiale, bien plus nombreux furent les Bogomoltsy qui souffrirent des idéologies nazies en même temps que les juifs dans les camps d'extermination (notamment à Jasenovac et Dachau).

### Rôle dans la renaissance de l'Orthodoxie
Sous le régime communiste de Tito, les Bogomoltsy, demeurés fidèles aux idéaux des fondateurs du mouvement en dépit des persécutions, ainsi que leurs enfants élevés dans des familles restées chrétiennes, ont fait beaucoup pour la survie et la renaissance de la foi en Yougoslavie. De leurs rangs a été recruté le plus grand nombre de prêtres, de moines et de moniales qui ont fait le dynamisme du christianisme orthodoxe d'aujourd'hui.
Mgr. Nicolas, le père spirituel des Bogomoltsy, a été canonisé en 2003. La « Slava » a été inscrite en 2014 dans la liste du patrimoine culturel immateriel de l'humanité par l'UNESCO